# Liste der Geotope im Kreis Plön
Diese sortierbare Liste enthält die Geotope des Kreises Plön in Schleswig-Holstein. Sie enthält die amtlichen Bezeichnungen für Namen und Nummern sowie deren geographische Lage (Stand 2015).
| Geotop-Nummer | Objektnummer Geotop-Potentialgebiete | Name                                                                      | Geotoptyp                          | Gemeinde/Stadt                                         | Koordinaten                      | Bild         | Bemerkung                                                                            |
| ------------- | ------------------------------------ | ------------------------------------------------------------------------- | ---------------------------------- | ------------------------------------------------------ | -------------------------------- | ------------ | ------------------------------------------------------------------------------------ |
|               | Dr 003                               | Drumlinfeld Boksee - Schönhorst - Bothkamp – Bissee                       | Drumlin, drumlinisierte Landschaft |                                                        | Koordinaten fehlen! Hilf mit.    |              | Das Drumlinfeld liegt sowohl im Kreis Plön, als auch im Kreis Rendsburg-Eckernförde. |
|               | Fl 002                               | Kalübber Sander (2 Einzelflächen)                                         | Glazigenes Flächenelement          |                                                        | Koordinaten fehlen! Hilf mit.    |              |                                                                                      |
| Kl 014        |                                      | Kliff Satjendorf                                                          | Kliff                              | Panker                                                 | 54° 22′ 38,6″ N, 10° 32′ 47,1″ O |              |                                                                                      |
| Kl 034        |                                      | Kliff bei Mönkeberg                                                       | Kliff                              | Mönkeberg                                              | Koordinaten fehlen! Hilf mit.    |              |                                                                                      |
| Kl 056        |                                      | Kliff am Plöner See/Vierer See bei Ruhleben – Sandkaten (2 Einzelflächen) | Kliff                              |                                                        | Koordinaten fehlen! Hilf mit.    |              |                                                                                      |
|               | Ma 005                               | Probsteier Salzwiesen                                                     | Marsch und Wattlandschaft          | Wendtorf, Lutterbek, Barsbek, Wisch, Krokau, Schönberg | Koordinaten fehlen! Hilf mit.    |              |                                                                                      |
|               | Mo 005                               | Stauchmoräne bei Beilin (Krs. Plön)                                       | Moräne                             |                                                        | Koordinaten fehlen! Hilf mit.    |              |                                                                                      |
|               | Mo 016                               | Gebiet Pilsberg - Panker - Darry                                          | Moräne                             |                                                        | 54° 19′ 29,3″ N, 10° 32′ 54,8″ O |              |                                                                                      |
|               | Mo 018                               | Moränenwälle südöstlich Preetz                                            | Moräne                             |                                                        | Koordinaten fehlen! Hilf mit.    |              |                                                                                      |
|               | Mo 019                               | Bungsberg - Gebiet                                                        | Moräne                             |                                                        | 54° 12′ 39″ N, 10° 43′ 26″ O     |              |                                                                                      |
|               | Mo 020                               | Eiszeitliche Moränen im Rönner Holz und in der Rönner Heide               | Moräne                             |                                                        | Koordinaten fehlen! Hilf mit.    |              | Die Moränen liegen sowohl im Kreis Plön, als auch in Kiel.                           |
|               | Mo 022                               | Moränen am Dieksee                                                        | Moräne                             |                                                        | Koordinaten fehlen! Hilf mit.    |              | Die Moränen am Dieksee liegen sowohl im Kreis Plön, als auch im Kreis Ostholstein.   |
| Mr 008        |                                      | Schwingrasen Trentmoor östlich Preetzer Jahresmoränen                     | Moor                               |                                                        | Koordinaten fehlen! Hilf mit.    |              |                                                                                      |
| Ni 007        |                                      | Niedertaulandschaften am Schluensee und Unterer Ausgraben - See           | Eiszerfalls – Landschaft           |                                                        | Koordinaten fehlen! Hilf mit.    |              |                                                                                      |
| Ni 008        |                                      | Kameszug Grevenkrug                                                       | Eiszerfalls – Landschaft           |                                                        | Koordinaten fehlen! Hilf mit.    |              |                                                                                      |
| Ni 014        |                                      | Glazilimnische Kames Schönwalde (4 Einzelflächen)                         | Eiszerfalls – Landschaft           |                                                        | Koordinaten fehlen! Hilf mit.    |              |                                                                                      |
| Os 007        |                                      | Os Prinzeninsel im Plöner See                                             | Os                                 | Plön                                                   | 54° 8′ 21,1″ N, 10° 24′ 33,6″ O  | Prinzeninsel |                                                                                      |
| Os 029        |                                      | Os von Engelau                                                            | Os                                 |                                                        | Koordinaten fehlen! Hilf mit.    |              |                                                                                      |
| St 003        |                                      | Strandwallhaken von Bottsand                                              | Strandwall                         | Wendtorf                                               | 54° 25′ 29″ N, 10° 17′ 3,2″ O    | Bottsand     |                                                                                      |
| St 004        |                                      | Strandwallebene Behrensdorf - Hohwacht                                    | Strandwall                         |                                                        | Koordinaten fehlen! Hilf mit.    |              |                                                                                      |
| St 005        |                                      | Strandwälle zwischen Hohwacht und Sehlendorf                              | Strandwall                         |                                                        | Koordinaten fehlen! Hilf mit.    |              |                                                                                      |
| Ta 008        |                                      | Bachtäler und -schluchten des Bungsberges                                 | Talform                            |                                                        | Koordinaten fehlen! Hilf mit.    |              |                                                                                      |
|               | Ta 015                               | Schwentinetal zwischen Klausdorf und Preetz                               | Talform                            |                                                        | 54° 17′ 5,9″ N, 10° 15′ 36,7″ O  |              |                                                                                      |
|               | Ta 017                               | Mühlenau - Tal zwischen Köhner Holz und Hohenfelde/Malmsteg               | Talform                            |                                                        | 54° 21′ 46,3″ N, 10° 29′ 41,8″ O |              |                                                                                      |
| Ta 018        |                                      | Kossautal (2 Einzelflächen)                                               | Talform                            |                                                        | 54° 16′ 16″ N, 10° 33′ 38″ O     |              |                                                                                      |
|               | Tu 011                               | Tal Postsee - Nettelsee - Holzsee                                         | Tunneltal                          |                                                        | Koordinaten fehlen! Hilf mit.    |              |                                                                                      |
|               | Tu 012                               | Tal Lankersee, Bornhöved                                                  | Tunneltal                          |                                                        | 54° 12′ 28″ N, 10° 17′ 33″ O     |              |                                                                                      |
|               | Zu 003                               | Gletscherschürfbecken Blekendorf - Sehlendorf                             | Gletscherschürfbecken              |                                                        | Koordinaten fehlen! Hilf mit.    |              |                                                                                      |
|               | Zu 007                               | Hüttener Au                                                               | Gletscherschürfbecken              |                                                        | Koordinaten fehlen! Hilf mit.    |              |                                                                                      |

## Quelle
- Geotopliste Planungsraum II. (PDF; 239 kB) Geologischer Dienst im Landesamt für Landwirtschaft, Umwelt, Mai 2015, abgerufen am 16. Oktober 2015.